# کارول گالبا
کارول گالبا (انگلیسی: Karol Galba; ۲ فوریهٔ ۱۹۲۱ – ۱۵ نوامبر ۲۰۰۹) داور فوتبال اهل چکسلواکی بود.
وی در جام جهانی فوتبال ۱۹۶۲ داور مسابقه تیم‌های ملی یوگسلاوی و اروگوئه بوده، گالبا در جام جهانی فوتبال ۱۹۶۶ کمک داور فینال این مسابقات مابین تیم‌های ملی انگلستان و آلمان غربی بوده است.